# Gasbrand
Gasbrand, en samling infektioner, vanligtvis i förening med utveckling av illaluktande gas. Den orsakas av anaeroba bakterier, vanligtvis Clostridiumarter. Olika former finns, bland annat dessa:
- Äkta gasbrand (gasgangrän, myonecrosis emphysematosa) en ofta dödlig sjukdom som drabbar muskelvävnad. Var förr inte ovanlig under krig.
- Anaerob cellulit är en sjukdom i nekrotisk vävnad utan lufttillförsel. Inte lika farlig som ovanstående. Orsakas ofta av Clostridium perfringens, men även andra bakterier som inte tillhör Clostridiumgruppen kan vara inblandade.
- Enterotoxinemi, en infektionssjukdom i tarmen hos lamm som orsakas av Clostridium perfringens typ D.